# Invalidovna (stanice metra)
Invalidovna (zkratka IN) je stanice na trase B pražského metra. Nachází se ve čtvrti Karlín a byla uvedena do provozu v roce 1990.
Původní plánovaný název byl Hakenova po Josefu Hakenovi, předsedovi KSČ v letech 1925–1927 (blízké Kaizlovy sady se tehdy nazývaly Hakenovy sady). Současný název dostala podle blízké budovy Invalidovny (vystavěné v letech 1731–1737 podle vzoru pařížské Invalidovny pro ubytování válečných invalidů).

## Popis a historie

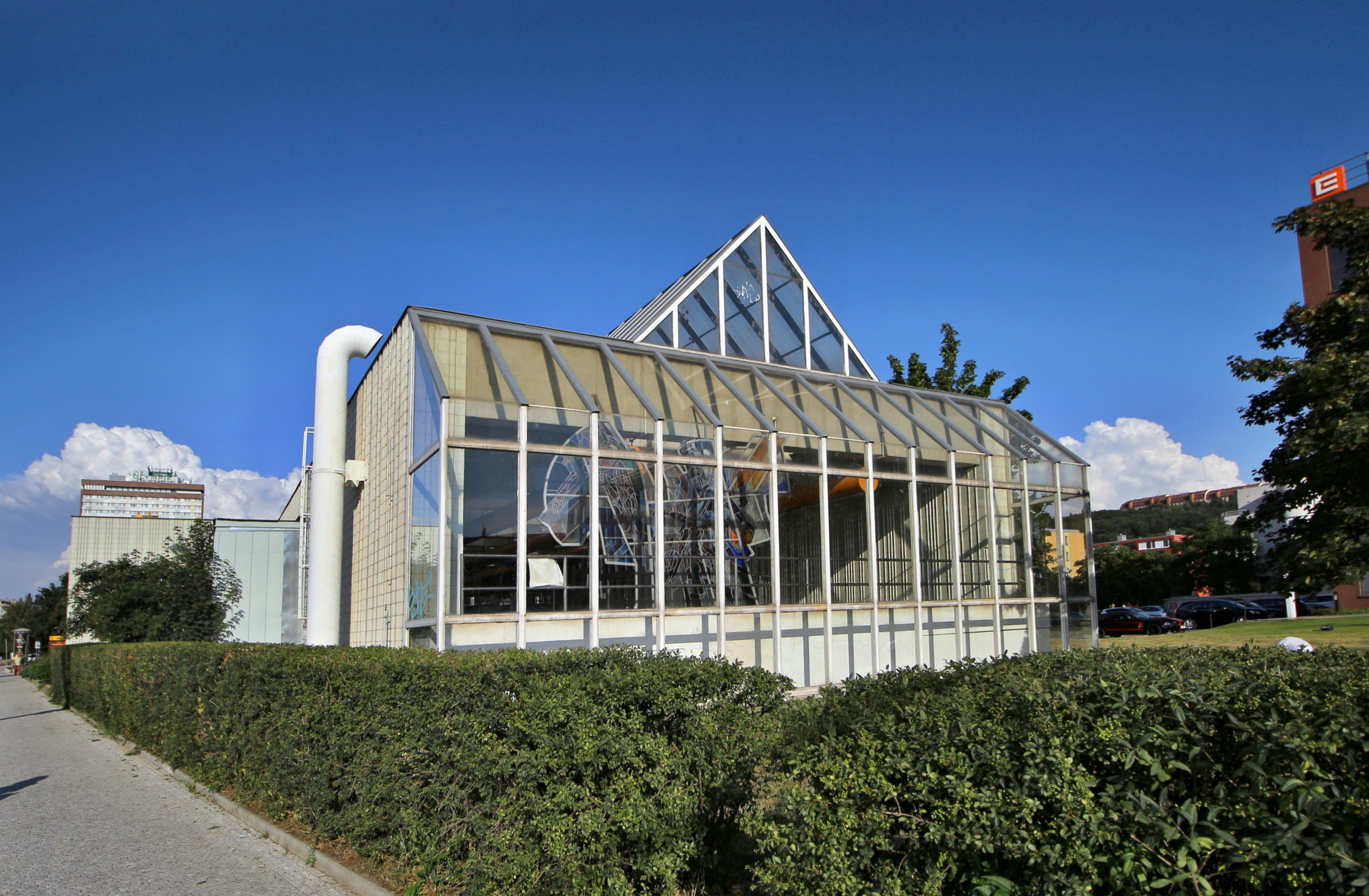
Nadzemní část stanice

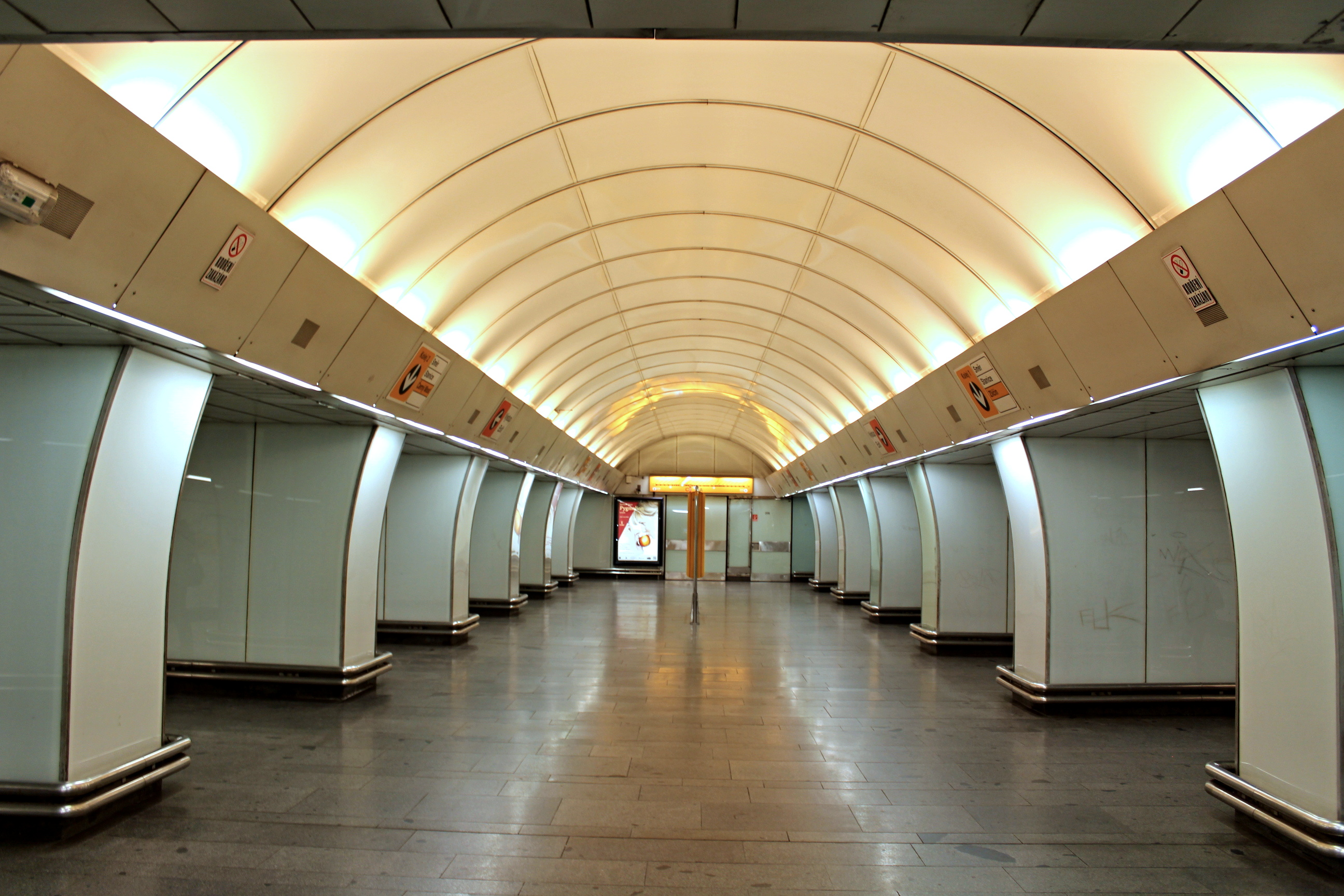
Středová část stanice

Stanice je trojlodní, se zkrácenou střední lodí se sedmi páry prostupů mezi nástupišti a střední lodí, za střední lodí pokračuje technologický tunel. Invalidovna je široká 18,6 metrů a nachází se 20 m pod povrchem stejnojmenného sídliště. Stanice má jeden výstup s jedním vestibulem. Obklad ve stanici je perleťové/bílé sklo.
Výstavba stanice probíhala v letech 1986–1990 a stála 308 mil. Kčs.
Během povodně v roce 2002 právě zde voda 14. srpna podemlela ochrannou zeď a dostala se až na Vysočanskou a ke Smíchovskému nádraží, přes Můstek na linku A.
Koncem srpna 2013 ČTK zveřejnila zprávu, že investor, developerská skupina Erste Group Immorent, plánuje nad vestibulem stanice a na místě nynějšího supermarketu postavit dvojici kancelářských budov Centrum Invalidovna, stanice metra má být po dobu výstavby uzavřena a má být opraven vestibul metra, vyměněny eskalátory a vybudován šikmý výtah v eskalátorovém tunelu, což by si vyžádalo asi roční uzavření stanice. Projekt je údajně v počáteční fázi; dokumentace předpokládá zahájení výstavby koncem roku 2014 a dokončení během asi dvou let. Podle dokumentace v databázi EIA má mít jeden z domů 9 nadzemních pater, druhý 8 nadzemních pater a 4 patra podzemních parkovišť; první nadzemní podlaží obou budov má být využito pro obchody a provozovny služeb. Podle investora budova zatíží vestibul metra a tím ho bude chránit před případným vztlakem spodní vody v případě povodně. Podle Dopravního podniku hl. m. Prahy se o projektu a případném uzavření stanice teprve jedná.

## Okolní objekty
- Invalidovna, barokní objekt z 18. století
- Hotel Olympik
- Výtopna Mazutka
- Rustonka, zaniklá průmyslová firma